# Eufrontina ethniae
Eufrontina ethniae är en tvåvingeart som beskrevs av Brooks 1945. Eufrontina ethniae ingår i släktet Eufrontina och familjen parasitflugor.
Artens utbredningsområde är Ontario. Inga underarter finns listade i Catalogue of Life.